# جورج دبليو. كلارك (سياسي أمريكي)
جورج دبليو. كلارك (بالإنجليزية: George W. Clarke) هو محامي وسياسي أمريكي، ولد في 24 أكتوبر 1852 في مقاطعة شيلبي في الولايات المتحدة، وتوفي في 28 نوفمبر 1936 في أدل في الولايات المتحدة. حزبياً، نشط في الحزب الجمهوري. وقد انتخب حاكم أيوا ‏ (16 يناير 1913 – 11 يناير 1917) وانتخب عضو مجلس نواب ولاية ايوا.